# Василий (Мансур)
Митрополи́т Васи́лий Ма́нсур (араб. المتروبوليت باسيليوس منصور‎; род. 1962, Мзайра) — епископ Антиохийской православной церкви, митрополит Аккарский (Аркадийский), ипертим и экзарх Гор Ливанских

## Биография
Родился в деревне Аль-Мзайра близ Латакии, Сирия, в 1962 году в набожной православной семье. Учился в школе родной деревни.
Обучался богословию в Богословском институте святого Иоанна Дамаскина, который окончил со степенью бакалавра богословия. Затем отправился в Грецию, где получил магистерскую и докторскую степени (1992) по церковной истории из Богословской школы Университета Аристотеля в Салониках.
Принял священный сан и служил в Андреевском приходе города Латакии. Был возведён в достоинство архимандрита, и 6 ноября 1992 года назначен эпитропом Аккарского митрополита в Сафите.
24 января 1995 года состоялась его хиротония во епископа Тартусского, викария Аккарской епархии.
Епископ Василий успешно развивал церковную жизнь вверенной ему области, во-первых укрепляя духовную жизнь, во-вторых — возводя храмы и устраивая благотворительные учреждения.
В июне 2005 года с протоиереем Петром Бутросом посетил Москву по приглашению председателя Учебного комитета, ректора Московских духовных школ архиепископа Верейского Евгения.
17 июня 2008 года был избран митрополитом Аккарским.
1 февраля 2009 года присутствовал на интронизации Патриарха Кирилла.